# Der liebe Augustin (Operette, 1912)
Der liebe Augustin ist eine Operette in drei Akten von Leo Fall. Das Libretto verfassten Ernst Welisch und Rudolf Bernauer. Das Werk erlebte seine Uraufführung am 3. Februar 1912 am Neuen Theater am Zoo in Berlin.

## Entstehungsgeschichte
Nachdem Leo Fall mit seiner Oper Irrlicht 1905 in Mannheim ein Debakel erleben musste, versuchte er mit dem Schreiben von Operetten sein Glück. Noch im selben Jahr kam in Wien sein erstes Werk dieser Gattung heraus: Der Rebell. Ihm erging es jedoch keinesfalls besser; es stieß beim Publikum auf Ablehnung. Fall ließ sich aber nicht entmutigen. Mit seiner zweiten Operette Der fidele Bauer wollte er 1907 wenigstens einen Achtungserfolg erringen. Doch es kam viel besser: das Werk wurde ein Welterfolg. Nachdem er auch mit den danach folgenden Operetten Die Dollarprinzessin (1907) und der Geschiedenen Frau reüssieren konnte, spukte ihm wieder sein Misserfolg aus dem Jahr 1905 im Kopfe herum. Er überarbeitete den „Rebellen“ gründlich und nannte ihn jetzt Der liebe Augustin. In dieser Fassung war der Operette endlich der ihr gebührende Erfolg beschieden.

## Orchester
Zwei Flöten, zwei Oboen, zwei Fagotte, zwei Klarinetten, vier Hörner, zwei Trompeten, drei Posaunen, eine Harfe, Schlagwerk und Streicher.

## Handlung
Die Operette spielt in dem fiktiven Fürstentum Thessalien auf dem Balkan Anfang des 20. Jahrhunderts.
20 Jahre sind vergangen, seit Nicola es gewagt hatte, gegen seinen rechtmäßigen Regenten Bogumil zu putschen. Zuerst sah es danach aus, als würde der Staatsstreich gelingen. Der Rebell und seine Helfer besetzten in einer Nacht-und-Nebel-Aktion das fürstliche Schloss und jagten Bogumil aus dem Lande. In jener Nacht wurden im Schloss gleich zwei Kinder geboren: Sowohl Bogumils Gattin als auch die Frau des Kammerdieners Jasomirgott gebaren eine Tochter. Die Prinzessin erhielt den Namen Helene und das zweite Kind den Namen Anna. Es dauerte nicht lange, bis es Bogumil gelang, wieder die Herrschaft über das kleine Fürstentum an sich zu reißen. Doch mit dem Haushalten ist ihm seither kein Glück mehr beschieden. Das Volk schilt ihn einen leichtsinnigen Verschwender.
Um den Staatsbankrott abzuwenden, sieht Bogumil nur noch eine Chance: Seine Tochter Helene muss seinen einstigen Widersacher Nicola heiraten; denn dieser schwimmt geradezu im Geld. Er bietet Nicola an, zu seinen Gunsten auf den Thron zu verzichten, wenn er ihm im Gegenzug eine fürstliche Geldrente überließe. Als kühl kalkulierender Machtmensch, dessen oberstes Ziel es ist, Regent zu werden, fügt sich Nicola sogleich in den Plan.
Als die Prinzessin von der Absicht ihres Vaters in Kenntnis gesetzt wird, ist sie alles andere als erfreut. Sie hasst die höfische Etikette und würde am liebsten mit ihrem Musiklehrer, dem „lieben Augustin“, ein bürgerliches Leben fern vom Schloss führen. Aber auch Nicola hat für Helene keine Gefühle übrig. Viel lieber lässt er sich von der ehrgeizigen Anna den Kopf verdrehen. Diese wiederum soll auf Anraten ihres Vaters den Musiklehrer Augustin heiraten, aber der ist ihr als Partie nicht gut genug. Nach gutem Zureden erklärt sich schließlich Helene – wenn auch widerwillig – bereit, sich mit Nicola zu verloben. Er möchte aber auch nicht auf Anna verzichten und ernennt sie kurzerhand zur „Ehrendame“ der Prinzessin. Helene empfindet dies als Affront. Um es Nicola heimzuzahlen, ernennt sie bei der Verlobungsfeier Augustin Hofer zu ihrem „Ehrenkavalier“.
Auf Bogumils Schloss wird die Hochzeit vorbereitet. Als Gast ist auch der Laienbruder Matthäus vom Kloster nebenan geladen. Er erzählt der Hochzeitsgesellschaft, er könne sich noch gut daran erinnern, als in jener Revolutionsnacht die Prinzessin geboren und gleich getauft worden sei. Sie habe ein auffallend großes Muttermal, das sich in sein Gedächtnis eingegraben habe. Jetzt wird allen klar, dass damals die zwei Kinder verwechselt wurden. In Wirklichkeit ist also Anna die Prinzessin und Helene die Tochter des Kammerdieners. Unter diesen Umständen wird natürlich nichts aus der geplanten Trauung. Helene aber ist überglücklich, dass sie nicht Nicolas Frau zu werden braucht und stattdessen ihren Musiklehrer, den lieben Augustin, zum Gatten nehmen darf.

## Musikalische Höhepunkte
- Lass dir Zeit
- Anna, was ist denn mit dir? Anna, was willst du noch hier? (Trio)
- Und der Himmel hängt voller Geigen, wenn der Flieder blüht in den Zweigen (Duett)
- Wo steht denn das geschrieben?
- Heut Nacht, nach acht